# S/2004 S 21
S/2004 S 21 es un satélite natural de Saturno. Su descubrimiento fue anunciado por Scott S. Sheppard, David C. Jewitt y Jan Kleyna el 7 de octubre de 2019 a partir de observaciones tomadas entre el 12 de diciembre de 2004 y el 17 de enero de 2007.
S/2004 S 21 tiene unos 3 kilómetros de diámetro y orbita a Saturno a una distancia promedio de 22,645 Gm en 1272,61 días, con una inclinación de 160° a la eclíptica, en dirección retrógrada y con una excentricidad de 0,318.